# Великая Кема
Вели́кая Ке́ма — упразднённое село на северо-востоке Приморского края, в Тернейском районе. Население менее 500 человек.

## География
Село Великая Кема стоит на левом берегу реки Кема и на побережье бухты Штормовая Японского моря.
Южнее села Великая Кема (около 8 км по берегу Японского моря) находится село Малая Кема, от него к селу идут лесные дороги.
Расстояние до районного центра Терней: по прямой около 70 км, по автодороге — около 120 км.
В 120 км севернее (по берегу Японского моря) села Великая Кема находится пос. Амгу.